# Lichtvlekje
Het lichtvlekje (Phlyctis argena) is een korstmos uit de familie Phlyctidaceae. Het groeit bij voorkeur op oudere loofbomen met een matig zure schors, een enkele maal ook op naaldhout en zelden op graniet of baksteen.

## Determinatie

### Uiterlijke kenmerken
Het lichtvlekje heeft een korstvormige thallus en het oppervlak is glad tot ietwat bobbelig, soms schilferig, en vaak duidelijk gebarsten in dikke exemplaren. Het is vrij dun en de kleur is heldergrijs en vaak wat lichter richting de rand. Het prothallus is vaak opvallend, wit en viltig. De rand is gezoneerd en soralen zijn meestal aanwezig. Het midden is gelig wit en voorzien van soralen die op watten lijken. Apotheciën zijn zeer zeldzaam (dan zwart, wit berijpt en verzonken, tot 0,4 mm in diameter). Pycnidiën zijn zeldzaam en hebben een semi-globulaire tot globulaire vorm. Ze zijn zwart maar bedekt met pruina.
Het heeft de volgende kenmerkende kleurreacties: K+ (geel wordt oranjerood) en P+ (oranjerood), C-, KC+ (rood en UV-.

### Microscopische kenmerken
De asci zijn 1-sporig, breed clavaat tot cilindrisch-ellipsoïd, met een verdikte, top en meten 210 × 55 µm. De ascosporen zijn hyaliene, muurvormig, ellipsoïde en meten (75–)100–150(–205) × 25–50(–53) µm. De conidiën zijn bacilliform, 3–3,5 × 0,75–1 µm.

## Verspreiding
De soort is wereldwijd verspreid in Afrika (Canarische Eilanden), Azië, Europa en Noord-Amerika, met een bekende verspreiding in het zuidwesten van Californië op hoogtes tussen 400 en 1990 meter.
Lichtvlekje komt veel voor van het zuiden van Scandinavië tot in Middellandse Zeegebied. In Nederland en België is het een algemene soort, vooral in het noorden. Het staat in Nederland niet op de rode lijst van korstmossen. In de Lage Landen heeft de soort nooit apotheciën.